# 羽鳥健一
羽鳥 健一（はとり けんいち）は、株式会社フジテレビジョン所属のドラマプロデューサー。1993年入社、現在は株式会社WOWOWに出向中。
埼玉県出身。学習院大学法学部政治学科卒業。

## 来歴・人物
1993年にフジテレビジョン入社。第一制作部（現：第一制作室）に配属。2000年に営業局、2006年に編成部、2008年にペイTV推進部（現：ペイTV事業部）、2013年に編成部、2014年にドラマ制作センター（現：第一制作室）、2017年にWOWOWに出向。現在、制作局ドラマ制作部に所属 

## 作品
- バージンロード（1997年、プロデュース補）
- イヴ（1997年、プロデュース補）
- ブラザーズ（1998年、プロデュース補）
- 美少女H（1998年、プロデューサー）
- 美少女H2（1999年、プロデューサー）
- 美少女H3～少女たちの異常体験～（1999年、プロデューサー）
- Vの嵐（1999年、プロデューサー）
- バス・ストップ（2000年、プロデュース）
- ミッドナイト・ホラーシアター（2010年、企画）
- TOKYO コントロール　東京航空交通管制部（2011年、企画）
- おくさまは18歳（2011年、プロデューサー）
- 私立探偵★真壁リュウ（2012年、企画プロデュース）
- 恋なんて贅沢が私に落ちてくるのだろうか?（2012年、企画プロデュース）
- 高校入試（2012年、企画プロデュース）
- TOKYOエアポート～東京空港管制保安部～（2012年、協力プロデュース）
- TOKUNOSHIMAエアポート（2012年、企画プロデュース）
- 二丁目のホームズ（2013年、プロデュース）
- イタズラなKiss　Love in TOKYO（2013年、編成企画）
- 天誅～闇の仕置き人～（2014年、編成企画）
- 十津川捜査班8　十津川警部「家族」（2014年、編成企画）
- 星新一ミステリーSP（2014年、編成企画）
- シンドラ「集合住宅の恐怖」（2014年、編成企画）
- 名探偵神津恭介～影なき女～（2014年、編成企画）
- 羽田空港殺人事件～黒の滑走路4～（2014年、編成企画）
- 十津川捜査班9　十津川警部「故郷」（2014年、編成企画）
- 東京にオリンピックを呼んだ男（2014年、プロデュース）
- 信長協奏曲（2014年、プロデュース）
- 瀬在丸紅子の事件簿（2015年、編成企画）
- ようこそ、わが家へ（2015年、プロデュース）
- 剣客商売～陽炎の男～（2015年、企画）
- 鬼平犯科帳スペシャル　浅草・御厨河岸（2015年、プロデューサー）
- 傘をもたない蟻たちは（2016年、編成企画）
- 大奥　第一部　最凶の女（2016年、企画）
- 大奥　第二部　悲劇の姉妹（2016年、企画）
- 松本清張スペシャル　かげろう絵図（2016年、企画）
- 松本清張スペシャル　一年半待て（2016年、編成企画）
- カインとアベル（2016年、プロデュース）
- 鬼平犯科帳　THE FINAL　前編「五年目の客」（2016年、プロデューサー）
- 鬼平犯科帳　THE FINAL　後編「雲竜剣」（2016年、プロデューサー）
- 貴族探偵（2017年、プロデュース）
- 食い逃げキラー（2018年、協力プロデューサー）
- 闇の伴奏者～編集長の条件（2018年、プロデュース）
- 東京23区女（2019年、プロデュース）
- 彼らを見ればわかること（2020年、プロデュース）
- ワケあって火星に住みました〜エラバレシ4ニン〜（2020年、プロデューサー）
- オペレーションZ（2020年、プロデュース）
- 大江戸グレートジャーニー～ザ・お伊勢参り～（2020年、プロデューサー）
- 婚活1000本ノック（2024年、プロデューサー）